# Lene Andersen (forfatter)
 For alternative betydninger, se Lene Andersen. (Se også artikler, som begynder med Lene Andersen)
Lene Rachel Andersen (født 15. maj 1968 i Taastrup), pseudonymer Jesper Knallhatt og Pamfilia Severinsen, er forfatter, forlægger og civiløkonom.

## Biografi
Lene Andersen er født og opvokset i Taastrup. Hun er uddannet civiløkonom (HA) fra Copenhagen Business School i 1991 og har senere studeret teologi, som hun ikke afsluttede. Hun har som ung lavet radioprogrammer og derefter skrevet radio- og tv-satire og revytekster. Hun debuterede som forfatter i 2005 med den første bog i serien Baade-Og og har siden drevet Det Andersenske Forlag. I 2011 blev hun udpeget som medlem af den kortvarige Værdikommission.

## Baade-Og
Værket Baade-Og består af fem bøger med undertitlerne Mandag, Tirsdag, Onsdag, Torsdag og Fredag. De er fortalt som en dialog mellem den pensionerede tv-producer Magnussen, som er særdeles belæst, og for tiden indlagt på psykiatrisk afdeling, og en ugebladsjournalist, der interviewer ham i løbet af fem dage.
De to personer i bogen gennemgår et emne hver dag og når igennem en lang række teorier og begreber fra biologi, fysik, psykologi, sociologi og filosofi, som værket via fortællingen søger at formidle på en underholdende og letforståelig måde. Teorierne kædes også sammen og sættes i ny sammenhæng, som for eksempel Darwins evolutionslære, der sammenlignes med Kierkegaards lære om de tre stadier.
I delen Onsdag udformer hovedpersonen Magnussen et bud på en postmoderne "global eksistentialisme", der tager afstand fra den gamle verdensopfattelse, præget af det lineære, absolutte og ufleksible, og i stedet foreslår han en verdensforståelse, der tager højde for relativitets-, komplementaritets- og kvanteteorien, at alt er uforudsigeligt, komplekst og ikke kan beskrives i absolutte termer. Her lanceres begrebet "Homo Liquens" (det flydende menneske), i modsætning til at være "det ene eller det andet", som henviser til Kierkegaards Enten-Eller. Den globale eksistentialisme skal også være politisk, mennesket har en global borgerpligt. For at bevare retssamfundet, humanismen, demokratiet og pluralismen skal der arbejdes med globale, komplekse løsninger med plads til "både og".
Information skrev i sin anmeldelse: "Hun plukker, meget postmoderne, vidt forskellige begreber fra vidt forskellige felter og forsøger så, meget lidt postmoderne, at kombinere dem i et sammenhængende, altfavnende filosofisk system, der vækker mindelser om store tyske modelbyggere som Hegel, Marx og Luhmann - og som samtidig er ganske anderledes rablende og skørt, fuld af groteske indfald og referencer til begavet populærkultur som The Simpsons, Seinfeld og Sopranos. ... [V]ærket er så facetteret og kondenseret, at det umuligt lader sig indfange i et par afsnit." 
Titlen er et svar på filosoffen Søren Kierkegaards kendte bog Enten-Eller fra 1843, der også blev udgivet under pseudonym.

### Baade-Og
- Knallhatt, jesper (17. juni 2005). Baade-Og. Vol. 1. del. Mandag (1 udgave). Det Andersenske Forlag. ISBN 9788799045600. {{cite book}}: Cite har en ukendt tom parameter: |1= (hjælp)
- Knallhatt, jesper (19. september 2006). Baade-Og. Vol. 2. del. Tirsdag (2 udgave). Det Andersenske Forlag. ISBN 9788799045624. {{cite book}}: Cite har en ukendt tom parameter: |1= (hjælp)
- Knallhatt, jesper (24. oktober 2007). Baade-Og. Vol. 3. del. Onsdag (1 udgave). Det Andersenske Forlag. ISBN 9788799045662. {{cite book}}: Cite har en ukendt tom parameter: |1= (hjælp)
- Knallhatt, jesper (30. oktober 2008). Baade-Og. Vol. 4. del. Torsdag (1 udgave). Det Andersenske Forlag. ISBN 9788799045686. {{cite book}}: Cite har en ukendt tom parameter: |1= (hjælp)
- Knallhatt, jesper (26. oktober 2009). Baade-Og. Vol. 5. del. Fredag (1 udgave). Det Andersenske Forlag. ISBN 9788799045693. {{cite book}}: Cite har en ukendt tom parameter: |1= (hjælp)

### Øvrige
- Andersen, Lene (1. december 2005). Grantræet (1 udgave). Det Andersenske Forlag. ISBN 9788799045617. {{cite book}}: Cite har en ukendt tom parameter: |1= (hjælp)
- Andersen, Lene (2007). Frihed og demokrati (1 udgave). Det Andersenske Forlag. ISBN 9788799045648.
- Andersen, Lene (18. august 2011). Det åbne samfund og dets venner (1 udgave). Lene Andersen. ISBN 9788792240279.
- Knallhatt, Jesper (5. maj 2013). Fire uetiske mænd i sengen (1 udgave). Lene Andersen. ISBN 9788792240279.
- Andersen, Lene (4. november 2013). Danmark 2030 (1 udgave). Det Andersenske Forlag. ISBN 9788792240460.
- Andersen, Lene (5. maj 2014). Globalt gearskift (1 udgave). Det Andersenske Forlag. ISBN 9788792240552.
- Andersen, Lene (2017). Testosteroned Child. Sad. Or the dawning of a new Renaissance? (engelsk) (1 udgave). Det Andersenske Forlag. ISBN 9788792240705.
- Wiki-projektet democracy-handbook.org, fra 2010[4]